# الکساندر وامپیلوف
الکساندر والنتینوویچ وامپیلوف (روسی: Александр Валентинович Вампилов) (۱۹ اوت ۱۹۳۷ – ۱۷ اوت ۱۹۷۲) نمایشنامه نویس اهل شوروی بود. نمایشنامه پسر بزرگ او اولین بار در ۱۹۶۹ اجرا شد و دو سال بعد به موفقیت ملی دست یافت. بسیاری از نمایشنامه‌های او در روسیه از تلویزیون پخش شده‌است. چهار نمایشنامهٔ کامل او به انگلیسی ترجمه شد و شکار مرغابی در لندن و واشینگتن. دی.سی. (صحنه آرنا) به روی صحنه رفت.

## زندگی
وامپیلوف چهارمین فرزند خانواده اش بود. پدرش، والنتین نیکیتیچ، از تبار بوریات، و مادرش، آناستازیا پروکوپیونا دختر یک کشیش کلیسای ارتدکس روسیه بود. بعدها پدرش به اتهام فعالیت ملی گرایانه دستگیر شد.
الکساندر در جوانی به یادگیری گیتار و ماندولین پرداخت و اولین داستان‌های کوتاه طنز او در ۱۹۵۸ در مجلات چاپ شد. پس از تحصیل در رشته ادبیات و تاریخ در دانشگاه دولتی ایرکوتسک و فارغ‌التحصیلی در ۱۹۶۰، به تئاتر روی آورد. او از ۱۹۶۲ تا ۱۹۶۴ دبیر اجرایی روزنامهٔ ایرکوتسک بود و سپس با نمایشنامه نویس محبوب الکسی آربوزوف آشنا شد.
به عنوان اولین اجرا، نمایش خداحافظی در ژوئن را سال ۱۹۶۶ در مسکو به روی صحنه برد که بسیار ناموفق بود، اما در اوایل دههٔ ۱۹۷۰ بسیار شناخته شده و بینش او با آنتون چخوف مقایسه شد. 
او در اوایل دههٔ ۱۹۷۰ ازدواج کرد و دو سال بعد، هنگام ماهیگیری در دریاچه بایکال غرق شد. تابستان گذشته در چولیمسک آخرین نمایش او بود.

## دوران جوانی
الکساندر والنتینوویچ وامپیلوف در چرمخوفسکی واقع در استان ایرکوتسک در شرق سیبری در ۱۹ اوت ۱۹۳۷ به دنیا آمد پدرش، والنتین نیکیتیچ وامپیلوف، متولد ۱۸۹۸، اهل بوریات از روستای نزدیک شهر آلار بود. والنتین هفده ساله بود که مسئولیت گاوداری خانوادگی را بر عهده گرفت و همزمان تحصیلش را نیز در بخش تاریخی-فلسفی دانشگاه دولتی ایرکوتسک ادامه داد. والنتین زبان و ادبیات روسی را در دبیرستانی در کوتولیک، حدود سی کیلومتری جنوب آلارسکی، تدریس کرد و مدیر آن شد. در تابستان سال بعد نیز وامپیلوف به عنوان معلم ارشد به آلارسکی منتقل شد.
والدین همسر والنتین نیکیتیچ، پروکوپی کوپیلوف و الکساندرا آفریکانونا مدودوا، هر دو روسی بودند. کوپیلوف، کشیش و معلم حقوق مذهبی بود، اما پس از انقلاب مجبور شد برای امرار معاش خیابان‌ها را جارو کرده و به خرد کردن چوب بپردازد. در ۱۹۳۷ او به اتهاماتی مضحک اما معقول برای آن زمان دستگیر شد. پس از دستگیری، الکساندرا آفریکانونا با کوچک‌ترین دخترش، آناستازیا، مادر الکساندر وامپیلوف در کوتولیک ساکن شد.
الکساندر وامپیلوف هرگز پدرش را نشناخت، زیرا در ۱۷ ژانویه ۱۹۳۸، والنتین نیکیتیچ به اتهامات ساختگی دستگیر شد. او در ماه مارس همان سال در ایرکوتسک مورد اصابت گلوله قرار گرفت. از این رو نام الکساندر را بر او نهادند که در صدمین سالمرگ بزرگ‌ترین شاعر روس - الکساندر پوشکین - به دنیا آمد. جالب آنکه مانند همنام خود، نابهنگام و تقریباً در همان سن درگذشت.
وامپیلوف کوچک‌ترین عضو خانواده ای متشکل از سه پسر و یک دختر بود. او دوران کودکی و نوجوانی خود را در شهر کوتولیک گذراند، جایی که خانواده در اتاقی از سربازخانه معلمان زندگی می‌کردند. خانه‌ای چوبی که درگذشته محل استراحت شبانهٔ زندانیانی بود که در راه اردوگاه اجباری بودند.
وامپیلوف در ۱۹۴۴ مدرسه را آغاز کرد و دانش آموز خوبی بود، اما برجسته نبود. او به خوبی نقاشی می‌کرد و از آواز خواندن لذت می‌برد. فعالیت‌های دوران مدرسه‌اش ماهیگیری، فوتبال، محفل نمایشی مدرسه و اشتیاق به نوشتن شعر بود که آن را از خانواده‌اش پنهان می‌کرد. در ۱۹۵۴ وامپیلوف در امتحانات ورودی گروه تاریخی در دانشگاه ایالتی ایرکوتسک شرکت کرد. از آنجایی که در امتحان آلمانی مردود شد، مجبور شد دوباره در ۱۹۵۵ در امتحانات ورودی شرکت کند.

## دانشگاه و اوایل حرفه نویسندگی
در ۱۹۵۵ وامپیلوف به ایرکوتسک نقل مکان و در دانشگاه ثبت نام کرد. سال ۱۹۵۸، زمانی که هنوز دانشجو بود، ده داستان را با نام مستعار سانین در چندین روزنامه منتشر کرد. تنها یک قطعه، یک صحنهٔ دراماتیک با عنوان گل‌ها و سال‌ها (به روسی: Цветы и годы) به نام واقعی او چاپ شد. در ۱۹۵۹ به استخدام روزنامهٔ جوانان شوروی درآمد و زمانی که یک سال بعد از دانشگاه فارغ‌التحصیل شد، به‌طور تمام وقت در روزنامه مشغول به کار شد. همزمان در اتحادیهٔ جوانان، به عنوان دانشگاه دوم به عضویت درآمد. اتحادیه شامل تعدادی از مردان جوان بود که بی شباهت به وامپیلوف نبودند - والنتین راسپوتین، ویاچسلاو شوگایف، دیمیتری سرگیف، یوری اسکوپ - که وامپیلوف با آنها دوست شد.
اولین مجموعه داستان وامپیلوف، یک تصادف (به روسی: Стечение обстоятельств) در ۱۹۶۱ با نام مستعار A. Sanin چاپ شد. او بیشتر این داستان‌ها را در دوران تحصیل در دانشگاه نوشت. سال‌های بعد در سمینارهای متعددی که برای نمایشنامه نویسان جوان برگزار می‌شد شرکت کرد. در ۱۹۶۴ او اتحادیهٔ جوانان شوروی را ترک کرده و در دو مجموعه داستان، با نویسندگان ایرکوتسک همکاری کرد و اولین نمایشنامه نویسی خود را با انتشار خانه ای با منظرهٔ زمین (به روسی: Дом окнами в поле) به انجام رساند. با رسیدن به این موفقیت، در ۱۹۶۵ به همراه ویاچسلاو شوگایف برای به دست آوردن دستاوردهای بزرگتر به مسکو سفر کرد. او از ۱۹۶۵ تا ۱۹۶۷ در دوره‌های پیشرفته در مؤسسه ادبیات گورکی شرکت کرد و با رونوشتی از اولین نسخهٔ خداحافظی در ژوئن (به روسی: Прощание в июне) که در ابتدا عنوان نمایشگاه (به روسی: Ярмарка) را داشت، در تمام تئاترهای مسکو به روی صحنه رفت، اما هیچ موفقیتی به دست نیاورد. با این وجود، او با الکساندر تواردوفسکی آشنا شد که به وامپیلوف، عضویت در اتحادیهٔ نویسندگان را پیشنهاد کرد. او در فوریه ۱۹۶۶ در اتحادیه پذیرفته شد. در همان سال نمایشنامهٔ پسر بزرگ (به روسی: Старший сын) را به پایان رساند، و سپس خداحافظی در ژوئن را منتشر کرد. این نمایشنامه، در اولین نمایش خود، در ده سالن تئاتر اتحاد جماهیر شوروی در پاییز به روی صحنه رفت. بهار بعد، وامپیلوف دوره‌های ادبی خود را به پایان رساند و به ایرکوتسک بازگشت.

## حرفه تئاتر
سرانجام وامپیلوف به عنوان یکی از چهره‌های اصلی در نسل نمایشنامه نویسانی که پس از مرگ استالین به شهرت رسیدند ظاهر شد. او در دههٔ هفتاد و نیمهٔ اول دههٔ هشتاد به اوج محبوبیت خود رسید. در ۱۹۶۷، سالی که از مسکو به ایرکوتسک بازگشت، خداحافظی در ژوئن بیش از ۷۰۰ اجرا در چهارده تئاتر داشت. پسر بزرگ که در ۱۹۶۸ تحت عنوان حومهٔ شهر (به انگلیسی: The Suburb) در مجله آنگارا منتشر شد، از موفقیت بیشتری برخوردار شد. در ۱۹۷۰ در یک نسخه جداگانه منتشر شد و تا ۱۹۷۱ در بیست و هشت سالن تئاتر با بیش از هزار اجرا به روی صحنه رفت.
سرنوشت تک پرده‌ها، بیست دقیقه با یک فرشته (به روسی: Двадцать минут с ангелом) و قضیه متران پاژ (به روسی: История с метранпажем) تا حدودی متفاوت بود. کتاب بیست دقیقه با یک فرشته، نوشته شده در ۱۹۶۲، در ۱۹۷۰ توسط مجلهٔ آنگارا منتشر شد. قضیهٔ متران‌پاژ که در ۱۹۶۸ به پایان رسید، در نسخه‌ای جداگانه در ۱۹۷۱ منتشر شد. هم شکار مرغابی (به روسی: Утиная охота) و هم تابستان گذشته در چولیمسک (به روسی: Прошлым летом в Чулимске) با تأخیر، پس از مرگ وامپیلوف به رسمیت شناخته شدند و سرانجام برای اولین‌بار در مارس ۱۹۷۲ توسط تئاتر بزرگ دراماتیک در لنینگراد به نمایش درآمدند. اگرچه اولین نمایشنامه‌های وامپیلوف به‌طور گسترده در سراسر کشور منتشر شدند، اما او همیشه در تولید آثارش به‌ویژه در مسکو و لنینگراد با مشکلاتی مواجه بود. مکاتبات او با النا یاکوشکینا (که در بخش ادبی تئاتر اِرمولوف کار می‌کرد) نشان دهندهٔ مشکلاتی است که او با آن روبرو شده بود. به همین ترتیب، اگرچه آثار او بسیار محبوب شدند، کارگردانان کمی آن‌ها را به اندازه کافی روی صحنه بردند. دلیلش این بود که کارگردان‌ها کاملاً نمی‌دانستند چگونه با نمایشنامه‌های وامپیلوف رفتار کنند، زیرا آن‌ها سبک و محتوای آثار را اشتباه درک می‌کردند. حتی پانزده سال پس از مرگ وامپیلوف، به دنبال رهبری میخائیل گورباچف و معرفی سیاست گلاسنوستِ او که تأثیری رهایی‌بخش بر هنر داشت، و علیرغم تولیدات فراوان، اعم از موفق و ناموفق، پرداختن به نمایشنامه‌های وامپیلوف، فراتر از صحنه پردازی مرسوم نرفته و با درک کامل ارائه نشده بودند.

## سال‌های پایانی و مرگ

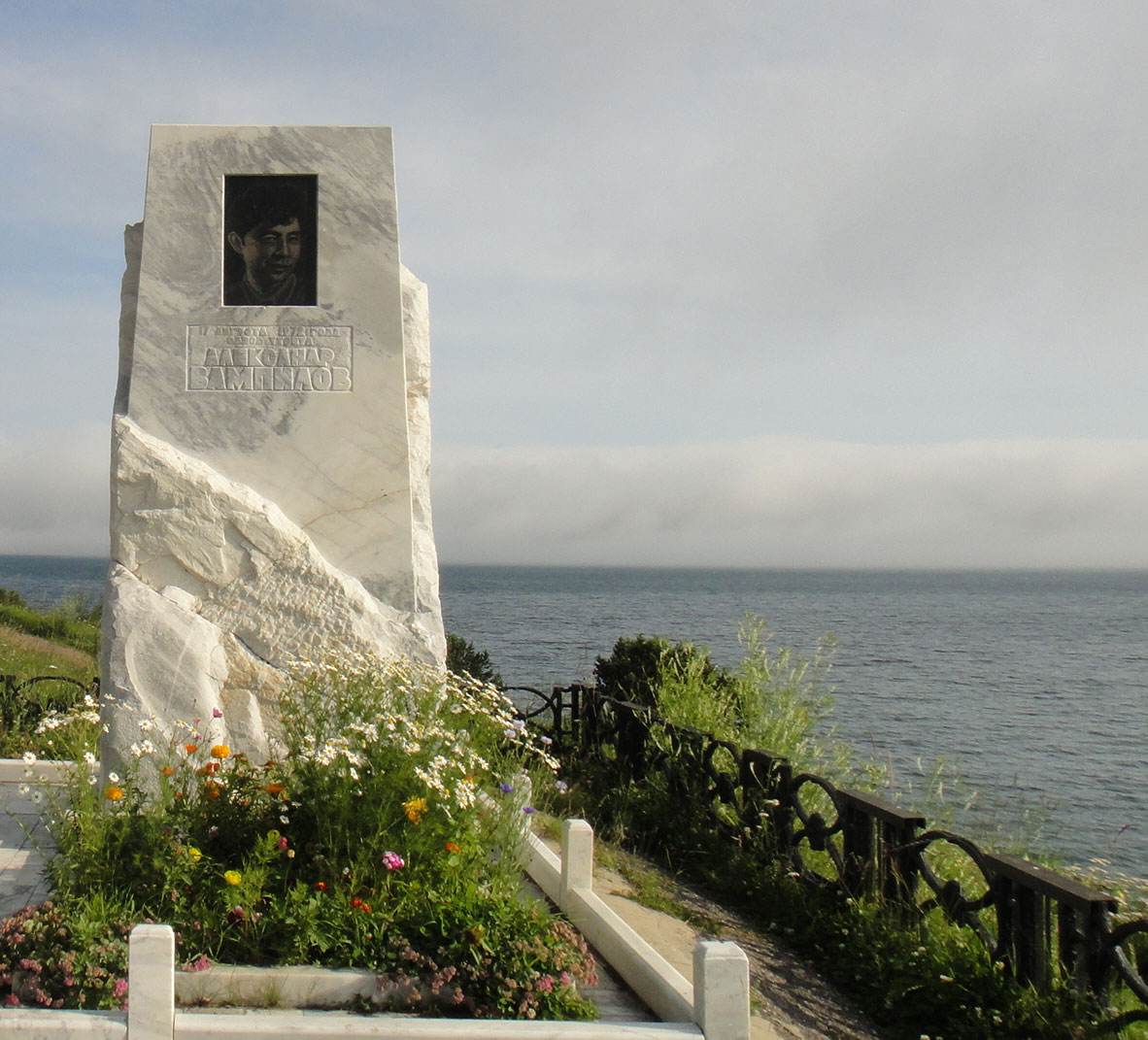
یادبود الکساندر وامپیلوف در محلی که غرق شد.

در ۱۹۷۰ وامپیلوف در سمیناری برای نمایشنامه نویسان جوان در دوبولتی و سمیناری برای نویسندگان جوان در یالتا شرکت کرد. نمایشنامهٔ او، شکار مرغابی، همان سال در آنگارا منتشر شد، اما تا ۱۹۷۶ در ریگا روی صحنه نرفت. نمایشنامه‌های دیگری از او در ۱۹۷۰ در مجلات برجستهٔ تئاتر؛ حقیقت و فرهنگ شوروی منتشر شدند. سال بعد وامپیلوف روی والنتینا (به روسی: Валентина)، اولین نسخهٔ تابستان گذشته در چولیمسک کار کرد. او نمایشنامه را در همان سال به پایان رساند، اما هرگز شاهد چاپ آن نبود، زیرا در بهار ۱۹۷۲ از سالنامهٔ ادبی سیبری خارج شد. وامپیلوف از ژانویه تا مه ۱۹۷۲ در مسکو بود و با توستونوگوف روی اجرای خداحافظی در ژوئن در تئاتر استانیسلاوسکی کار می‌کرد و در تمرین‌های نمایش پسر بزرگ در تئاتر ارمولوف شرکت کرد. در ماه مارس، او برای اولین اجرای نمایش دو حکایت (حکایات استانی) در لنینگراد حضور داشت، اما سپس به مسکو بازگشت، جایی که همسرش اولگا به او پیوست. وامپیلوف خود را با انبوهی از کارهای کوچک که مدت‌ها به تعویق انداخته بود مشغول کرد، اما مهم‌تر از همه، مقدمات انتشار اولین مجموعه نمایشنامه‌هایش را فراهم کرد. اگرچه وامپیلوف پیوسته از آرزویش برای بازگشت به نثر، نوشتن رمان و شروع دوباره صحبت می‌کرد، اما در تابستان، وامپیلوف ساخت قطعهٔ دراماتیک دیگری برای یک ودویل به ناکونچنیکوف ناقابل (به روسی: Несравненный Наконечников) را آغاز کرد. در ماه مه او به ایرکوتسک رفته بود و قصد داشت در سپتامبر به مسکو بازگردد. اما در ماه اوت غرق شد.
۱۹ اوت ۱۹۷۲ تولد ۳۵ سالگی الکساندر وامپیلوف بود. او تصمیم گرفت از میهمانان خود، با سوپی که با ماهی تازه درست می‌شود، پذیرایی کند. از این رو با یکی از دوستانش در ۱۷ اوت برای ماهیگیری به دریاچه بایکال رفت در راه بازگشت، آن دو گرفتار طوفانی شدند که در حال وقوع بود، قایق با کنده‌ای در زیر آب برخورد کرد و واژگون شد. بعدها جسد او در قسمت بسیار عمیق دریاچه پیدا شد.
وامپیلوف مدتی قبل از مرگ، با همسر دومش اولگا میخائیلوونا وامپیلووا ازدواج کرده و در ۱۹۶۶ صاحب دختری به نام النا شد. در ۱۹۹۹ بیوهٔ او مجموعهٔ جدیدی از آثار، دفترها و نامه‌های او را در حدود ۸۰۰ صفحه منتشر کرد.

## آثار چاپ شده در ایران
- شکار مرغابی

نشر مرکز، چاپ اول، ۱۳۹۷
نشر هرمس، چاپ اول، ۱۳۹۹
- خداحافظی در ژوئن

نشر مرکز، چاپ اول، ۱۳۹۷
نشر کتاب کوله پشتی، چاپ اول، ۱۳۹۶
- والنتینا: تابستان گذشته در چولیمسک

نشر مرکز، چاپ اول، ۱۳۹۷
- پسر بزرگ

نشر مرکز، چاپ اول، ۱۳۹۰
- قضیهٔ متران پاژ

نشر مرکز، چاپ اول، ۱۳۸۹

## آثار
- خداحافظی در ژوئن (Прощание в июне) (۱۹۶۶، بازنویسی شده ۱۹۷۰)
- پسر بزرگ (Старший сын) (۱۹۶۷)
- خانه، مشرف به میدان (Дом окнами в поле)
- حکایات استانی (Провинциальные анекдоты) (۱۹۶۸، شامل نمایشنامه‌های تک پرده‌ای یک اتفاق با صفحه‌نگار (Случай с метранпажем) و بیست دقیقه با یک فرشته (Двадцать минут с ангелом))
- شکار مرغابی (Утиная охота) (۱۹۷۰)
- تابستان گذشته در چولیمسک (Прошлым летом в Чулимске) (۱۹۷۲)
- "Progulki po Kutuliku". Советская молодежь ۱۵، ۱۷ اوت 1968: n.pag.
- اطلاعات در یونس. Пьесы. Москва: Советский писатель، ۱۹۷۷
- Белые города. Москва: Современник، ۱۹۷۹
- خانه oknami в поле. Иркутск: Восточно-Сибирское книжное издательство, ۱۹۸۲
- Избранное. ویرایش دوم Москва: Искусство، ۱۹۸۴
- Я с вами люди. Москва: Советская Россия، ۱۹۸۸
- Избранное. Москва: Согласие، ۱۹۹۹
- تابستان گذشته در چولیمسک. ترانس. مارگارت وتلین. در نه نمایشنامه مدرن شوروی. اد. ویکتور کومیسارژفسکی. مسکو: ۱۹۷۷. ۴۶۷–۵۴۲
- خانه ای با چشم‌اندازی از میدان. ترانس. فئودوروف. ادبیات شوروی ۳ (۱۹۸۰)، ۱۴۰–۴۸
- پسر بزرگتر. ترانس. مایا گوردیوا و مایک دیودو. در پنج تا از بهترین نمایشنامه‌های شوروی دهه ۱۹۷۰. مسکو: رادوگا، nd، ۲۸۲–۳۲۳
- خداحافظی در ژوئن: چهار نمایشنامه روسی. ترانس. کوین ویندل و آماندا متکالف سنت لوسیا: انتشارات دانشگاه کوئینزلند، ۱۹۸۳
- شکار مرغابی، تابستان گذشته در چولیمسک. ترانس. پاتریک مایلز ناتینگهام: مطبوعات برامکوت، ۱۹۹۴
- نمایشنامه‌های اصلی. ترانس. قانون آلما. نیوآرک، نیوجرسی: ناشران دانشگاهی هاروود، ۱۹۹۶

## کتابشناسی - فهرست کتب
- فاربر، ورنلی. الکساندر وامپیلوف: یک ناظر کنایه آمیز (نیویورک: پیتر لانگ، ۲۰۰۱) شابک ‎۰-۸۲۰۴-۵۱۷۱-۱
- فاربر، ورنلی. نثر الکساندر وامپیلوف (نیویورک: پیتر لانگ، ۲۰۰۳) شابک ‎۰-۸۲۰۴-۶۸۱۳-۴
- استرلتسووا، النا. اسارت شکار مرغابی. (انتشارات شرکت دولتی "چاپخانه منطقه ای ایرکوتسک. شماره ۱، ۱۹۹۸) [بیوگرافی و تحلیل آثار وامپیلوف]
- الیزاروا، ای.دی. الکساندر والنتینوویچ وامپیلوف: فهرست کتابشناسی.  [شاخص کتابشناسی ۱۹۵۸-۱۹۸۶.]
- ژیخارِوا، تی دی، کام. الکساندر والنتینوویچ وامپیلوف: فهرست کتابشناسی. (انتشارات کتابخانهٔ عمومی منطقه ای ایرکوتسک) [نمایه کتابشناختی ۱۹۸۷-۱۹۹۷.]
- مایلز، پاتریک. شکار مرغابی اثر الکساندر وامپیلوف. فرهنگ لغت بین‌المللی تئاتر: نمایشنامه‌ها. اد. مارک هاوکینز-دیدی. (لندن: چاپ سنت جیمز، ۱۹۹۲) ۲۰۵–۲۰۶.
- مایلز، پاتریک. الکساندر وامپیلوف: نمایشنامه نویسی که اکنون زمانهٔ اوست. (مجلهٔ شرق-غرب بریتانیا. دسامبر ۱۹۹۴): ۷–۸.
- مایلز، پاتریک. معرفی شکار مرغابی، تابستان گذشته در چولیمسک. نوشته الکساندر وامپیلوف. ترانس. پاتریک مایلز ناتینگهام: مطبوعات برامکوت، ۱۹۹۴. ۷–۹.
- مایلز، پاتریک. وامپیلوف. فرهنگ لغت بین‌المللی تئاتر: نمایشنامه نویسان. (لندن: چاپ سنت جیمز، ۱۹۹۴) ۹۹۲–۹۹۴.